# بيل كيث
بيل كيث (بالإنجليزية: Bill Keith)‏ هو صحفي وسياسي أمريكي، ولد في 19 أغسطس 1934 في تاهليكوا في الولايات المتحدة. حزبياً، نشط في الحزب الديمقراطي. وقد انتخب عضو مجلس ولاية لويزيانا.